# Helen Bannerman
Helen Bannerman (født 25. februar 1862, død 13. oktober 1946) var en skotsk forfatter, som skrev en række børnebøger om Indien, bl.a. Lille sorte Sambo.
Hun var født i Edinburgh, og fordi kvinder ikke havde adgang til universiteterne i Storbritannien, måtte hun studere privat. Hun boede i mange år i Indien, hvor hendes mand var officer i den indiske hærs lægekorps.

## Bøger
- The Story of Little Black Sambo, 1899
- Story of Little Black Mingo, 1901
- Story of little Black Quibba, 1902
- Little Degchie-Head: An Awful Warning to Bad Babas, 1903
- Little Kettle-Head, 1904
- Pat and the Spider, 1905
- The Teasing Monkey, 1907
- Little Black Quasha, 1908
- Story of Little Black Bobtail, 1909
- Sambo and the Twins, 1936

1. ↑  Navnet er anført på engelsk og stammer fra Wikidata hvor navnet endnu ikke findes på dansk.